# アルトゥール・ソアレス・ディアス
アルトゥール・マヌエル・リベイロ・ソアレス・ディアス（伯: Artur Manuel Ribeiro Soares Dias、1979年7月14日 - ）は、ポルトガルのサッカー審判員。2010年からFIFAに国際審判員として登録されている。
いくつかのUEFAチャンピオンズリーグでオレガリオ・ベンケレンサとのペアで追加副審として同行した後、UEFAヨーロッパリーグ 2012-13で主審を担当。さらに、彼はUEFA U-21欧州選手権2013予選プレーオフ・イタリア対スウェーデンの主審に任命された。
彼は2015年にニュージーランドで開催されたU-20ワールドカップに派遣され、準々決勝のアメリカ対セルビアを審判した。彼はまた、U17ユーロでセルビアにて、2011年大会の準決勝を審判した。
2017年1月5日、ソアレス・ディアスがFCパソス・デ・フェレイラとFCポルトの試合に向けてポルトにほど近いマイアでトレーニングを行う準備をしている際、FCポルトのサポーターグループ「スーパードラジェス」のメンバーと思われる人物から本人と家族に対して脅迫を受けた 。彼はこの事件に対し「被疑者不明」のまま警察に告発した 。